# Eugen Jaekle

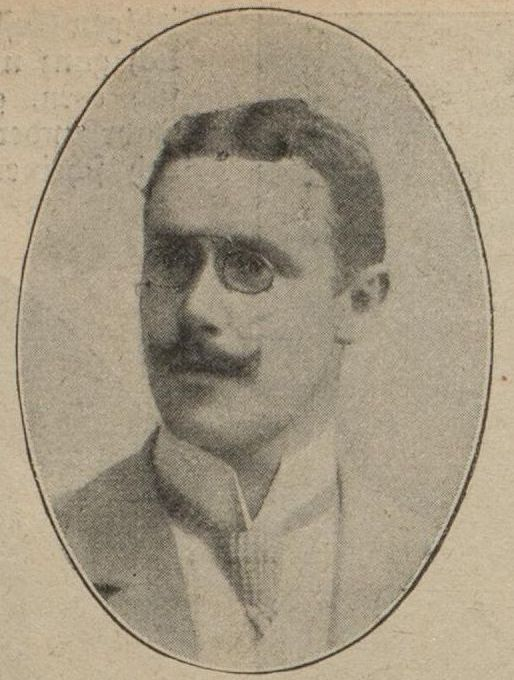
Eugen Jaekle

Eugen Jaekle (* 6. Januar 1870 in Schwäbisch Hall; † 7. Dezember 1936 in Heidenheim an der Brenz) war ein deutscher Politiker. Er war Oberbürgermeister und Ehrenbürger von Heidenheim an der Brenz.

## Leben
Als Sohn eines Gastwirts geboren, studierte Jaekle nach dem Besuch des Schwäbisch Haller Gymnasiums Rechts- und Staatswissenschaften in München und Tübingen. Während seines Studiums wurde er 1889 Mitglied der Burschenschaft Cimbria München. Nach Stationen an verschiedenen Landratsämtern, unter anderem als Polizeiamtmann in Cannstatt, wurde er 1903 Stadtschultheiß und 1907 Oberbürgermeister in Heidenheim. 1921 war er Mitgründer und Vorsitzender der Württembergischen Volksbühne. Er war auch Gründer der Heidenheimer Volksbücherei und Präsident des Heidenheimer Sängerclubs; von 1919 bis 1934 war er Präsident des Schwäbischen Sängerbundes. Ab 1924 war er Ehrenvorsitzender des Naturtheaters Heidenheim. 1928 wurde er Ehrenbürger von Heidenheim. Dort ist der Eugen-Jaekle-Platz und der Eugen-Jaeckle-Brunnen nach ihm benannt. 1935 ging er in den Ruhestand.